# Reynosa
Reynosa er en by i delstaten Tamaulipas i det nordøstlige Mexico. Byen ligger på grænsen til delstaten Texas i USA.
Indbyggertallet blev i 2005 optalt til 507.998. Det gør byen til den største i Tamaulipas.
1. ↑  www.inegi.org.mx (fra Wikidata).